# Lizton (Indiana)
Lizton es un pueblo situado en el condado de Hendricks, Indiana, Estados Unidos. Tiene una población estimada, a mediados de 2023, de 513 habitantes.

## Geografía
La localidad está ubicada en las coordenadas 39°53′01″N 86°32′32″O / 39.88361, -86.54222 (39.883595, -86.542171). Según la Oficina del Censo, tiene una superficie de 1.90 km², correspondientes en su totalidad a tierra firme.

## Demografía
Según el censo de 2020, en ese momento había 511 personas residiendo en la localidad. La densidad de población era de 268.95 hab./km². El 93.93% de los habitantes eran blancos, el 0.39% eran afroamericanos y el 5.68% eran de una mezcla de razas. Del total de la población, el 0.59% eran hispanos o latinos de cualquier raza.